# Godfrey de Rozario
Godfrey de Rozario SJ (* 13. September 1946 in Ahmedabad, Indien) ist ein indischer Ordensgeistlicher und emeritierter römisch-katholischer Bischof von Baroda.

## Leben
Godfrey de Rozario trat in die Ordensgemeinschaft der Jesuiten ein und empfing am 22. April 1978 das Sakrament der Priesterweihe.
Am 29. August 1997 ernannte ihn Papst Johannes Paul II. zum Bischof von Baroda. Der emeritierte Erzbischof von Bombay, Simon Ignatius Kardinal Pimenta, spendete ihm am 28. Dezember desselben Jahres die Bischofsweihe; Mitkonsekratoren waren der emeritierte Bischof von Baroda, Francis Leo Braganza SJ, und der Erzbischof von Bombay, Ivan Dias.
Papst Franziskus nahm am 18. Dezember 2021 seinen altersbedingten Rücktritt an.